# Айзенхут, Джуро
Джуро Айзенхут (хорв. Gjuro Eisenhuth, варианты написания имени: Георг, нем. Georg и Юрай, хорв. Juraj; 25 декабря 1841, Загреб — 2 апреля 1891, Загреб) — хорватский скрипач, дирижёр и композитор.
Окончил в Загребе музыкальную школу (1858), ученик Антуна Шварца (скрипка) и Ватрослава Лихтенеггера (теория и вокал), затем частным образом изучал композицию и контрапункт в Вене у Антона Шторха. Вернувшись в Загреб в 1861 г., основал оркестр, с которым начал исполнять собственные сочинения в лёгком жанре, получив прозвище «загребского Штрауса». Одновременно много концертировал как ансамблист — во главе собственного струнного квартета или в составе фортепианного трио (с Лихтенеггером) и фортепианного квартета (с Иваном Зайцем), в последний год жизни гастролировал с братом Йосипом (виолончель) и дочерью Луизой (1867—1925; фортепиано) как трио Айзенхутов. С 1881 г. и до конца жизни концертмейстер в оркестре городского театра, дирижировал оперными постановками и опереттами. В 1872 г. основал и возглавил оркестр Загребского добровольного пожарного общества, в дальнейшем руководил также рядом хоровых коллективов в Загребе, в том числе хором Загребского университета «Хорватская лира». Преподавал начиная с 1860-х гг., в 1876—1890 гг. профессор скрипки в Хорватском музыкальном институте; был одним из первых учителей Франьо Крежмы. Выступал также как органист в загребской церкви Святой Марии.
Написал около 220 сочинений, среди которых преобладают хоровые (в том числе шесть месс и Реквием) и вокальные. Автор оперетты «Отелло, или Сила любви» (хорв. Otelo ili Moć ljubavi), оперы «Сейслав Грозный» (хорв. Sejslav ljuti; 1878), вторая опера «Петар Бачич» осталась незавершённой.